# Homalanthus ebracteatua
Homalanthus ebracteatua är en törelväxt som beskrevs av André Guillaumin. Arten ingår i släktet Homalanthus och familjen törelväxter. Arten är endemisk för Vanuatu och inga underarter finns listade i Catalogue of Life.